# Heinrich Gottong
Heinrich Gottong (* 4. Februar 1912 in Werder (Havel); † 1944 in Ungarn) war ein deutscher Anthropologe und „Rassenforscher“.
Nach einem Studium an der Friedrich-Wilhelms-Universität zu Berlin promovierte Gottong 1939 im Fach Anthropologie bei den Nationalsozialisten Hans F. K. Günther und Bruno K. Schultz mit einer „rassenkundlichen“ Arbeit über die sorbische Landbevölkerung um Hoyerswerda. Ab März 1940 war er Judenreferent in der Abteilung Bevölkerungswesen und Fürsorge unter Fritz Arlt bei der Regierung des Generalgouvernements in Krakau, ab Oktober 1940 Assistent in der Sektion Rassen- und Volkstumsforschung am Institut für Deutsche Ostarbeit bei Anton Plügel. Dort leistete er wichtige Vorarbeiten zur Vernichtung der Juden. Er wurde 1942 zum Wehrdienst eingezogen und ist in Ungarn verschollen.

## Schriften
- Die Bevölkerung von Hoyerswerda-Land. Ein Beitrag zur Kenntnis der preußischen Oberlausitz (Geschichte, Lebensform, Rassen). Triltsch, Würzburg 1939 (zugleich Dissertation, Berlin 1939).
- Die Juden im Generalgouvernement. In: Das Vorfeld. Band 1, 1940, Heft 3, S. 14–20.
- mit Anton Plügel: Bedeutung und Aufgaben der Sektion Rassen- und Volkstumsforschung. Krakau 1941
- Markowa-ein polnisches Dorf? In: Das Generalgouvernement. 2. Jahrgang, 1942, Heft 1.
- Herder-Institut für historische Mitteleuropaforschung (Hrsg.): 'Rundschreiben des Referenten für Judenangelegenheiten Gottong.